# SGML
标准通用标记语言（Standard Generalized Markup Language）是现时常用的超文本格式的最高层次标准，是可以定义标记语言的元语言，甚至可以定义不必采用< >的常规方式。由于它的复杂，因而难以普及。
以下是它的一個例子：
```
<QUOTE TYPE="example"> 
typically something like <ITALICS>this</ITALICS> 
</QUOTE>
```

同时它也是一个ISO标准："ISO 8879:1986 Information processing -- Text and office systems -- Standard Generalized Markup Language (SGML)" 
它有非常强大的适应性，也正是因为同样的原因，导致在小型的应用中难以普及。
HTML和XML同样衍生于它：XML可以被认为是它的一个子集，而HTML是它的一个应用。
XML的产生就是为了简化它，以便用于更加通用的目的，比如语义Web。它已经应用于大量的场合，比较著名的有XHTML、RSS、XML-RPC和SOAP。